# 三田車站 (兵庫縣)
三田車站（日语：／ Sanda eki */?）是位於日本兵庫縣三田市，由西日本旅客鐵道（JR西日本）及神戶電鐵所經營的鐵路車站。本站為三田市的主要車站，JR西日本福知山線及神戶電鐵三田線的所有列車皆在此站停靠。
JR西日本的三田站為直營車站，由寶塚車站負責管理，並且被納入都市網絡。特急列車在內的所有通過列車皆在此停靠。而本站過去也曾是國鐵有馬線的起點車站。神戶電鐵的三田站為三田線的終點站，同時也是開往公園都市線列車的出發車站。

## 歷史
- 1899年1月25日：阪鶴鐵道從有馬口車站（現在的生瀨車站）延伸至此，成為新的終點站開始營運。同年路線即繼續延伸到福知山。
- 1907年8月1日：阪鶴鐵道被收歸國有，三田車站成為日本國有鐵道的車站。
- 1909年10月12日：日本國鐵確定各鐵路名稱，三田車站成為阪鶴線的車站。
- 1912年3月1日：日本國鐵將阪鶴線福知山站以南路段改命名為福知山線。
- 1915年4月16日： 有馬鐵道（後來的國鐵有馬線）開始營運，由本站作為起點車站。
- 1919年3月31日： 有馬鐵道被收歸國有。
- 1928年12月18日：神戶有馬電氣鐵道（神戶電鐵的前身）三田線開始營運，其三田車站也同時開始營運。
- 1943年7月1日：國鐵有馬線被廢除停止營運。
- 1947年1月9日：神戶有馬電氣鐵道和三木電氣鐵道合併為神有三木電氣鐵道。
- 1949年4月30日：神有三木電氣鐵道更名為神戶電氣鐵道。
- 1987年4月1日：國鐵分割民營化後，原屬國鐵部分改隸屬JR西日本。

## 車站結構

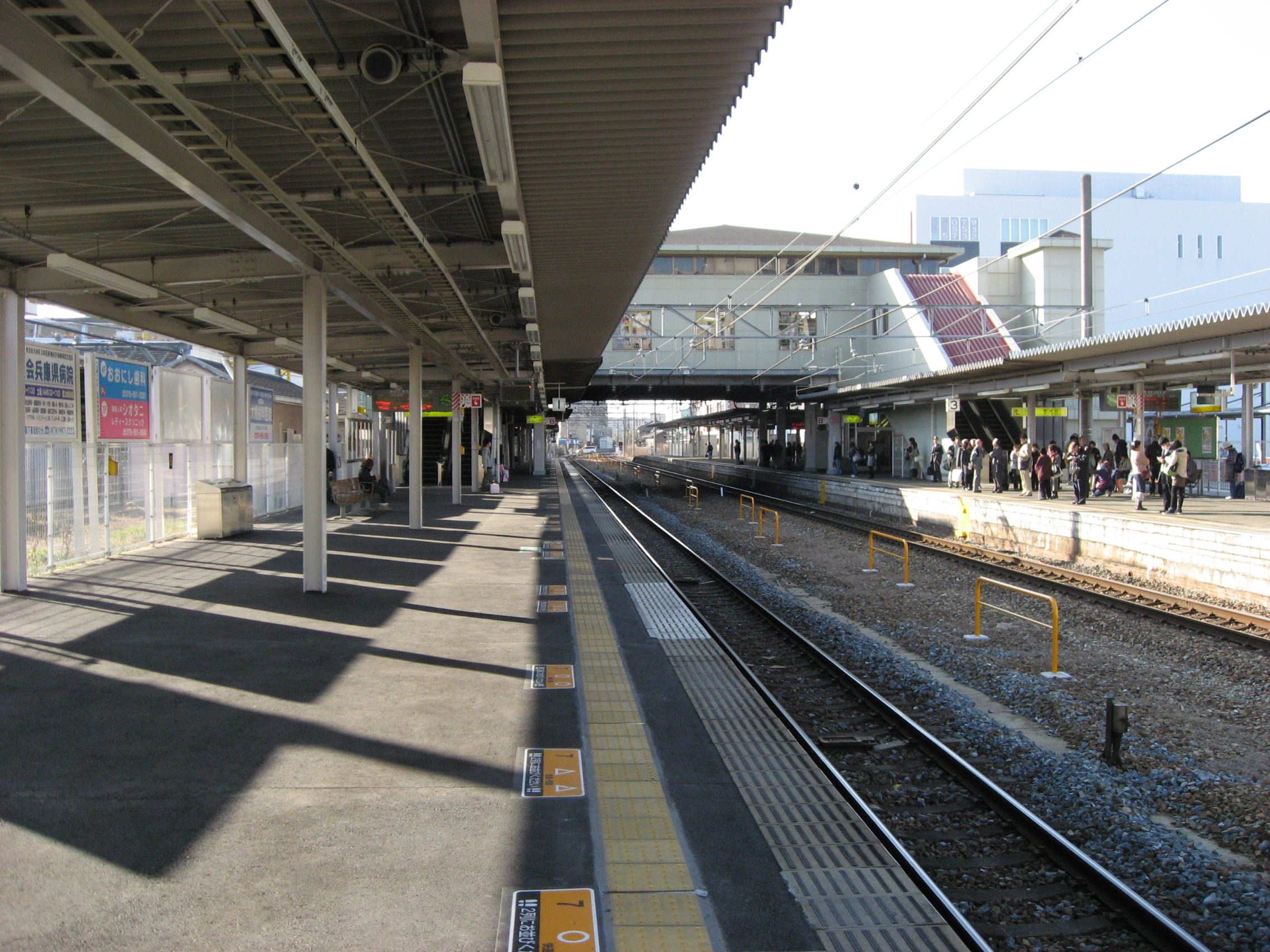
JR月台（2011年2月）
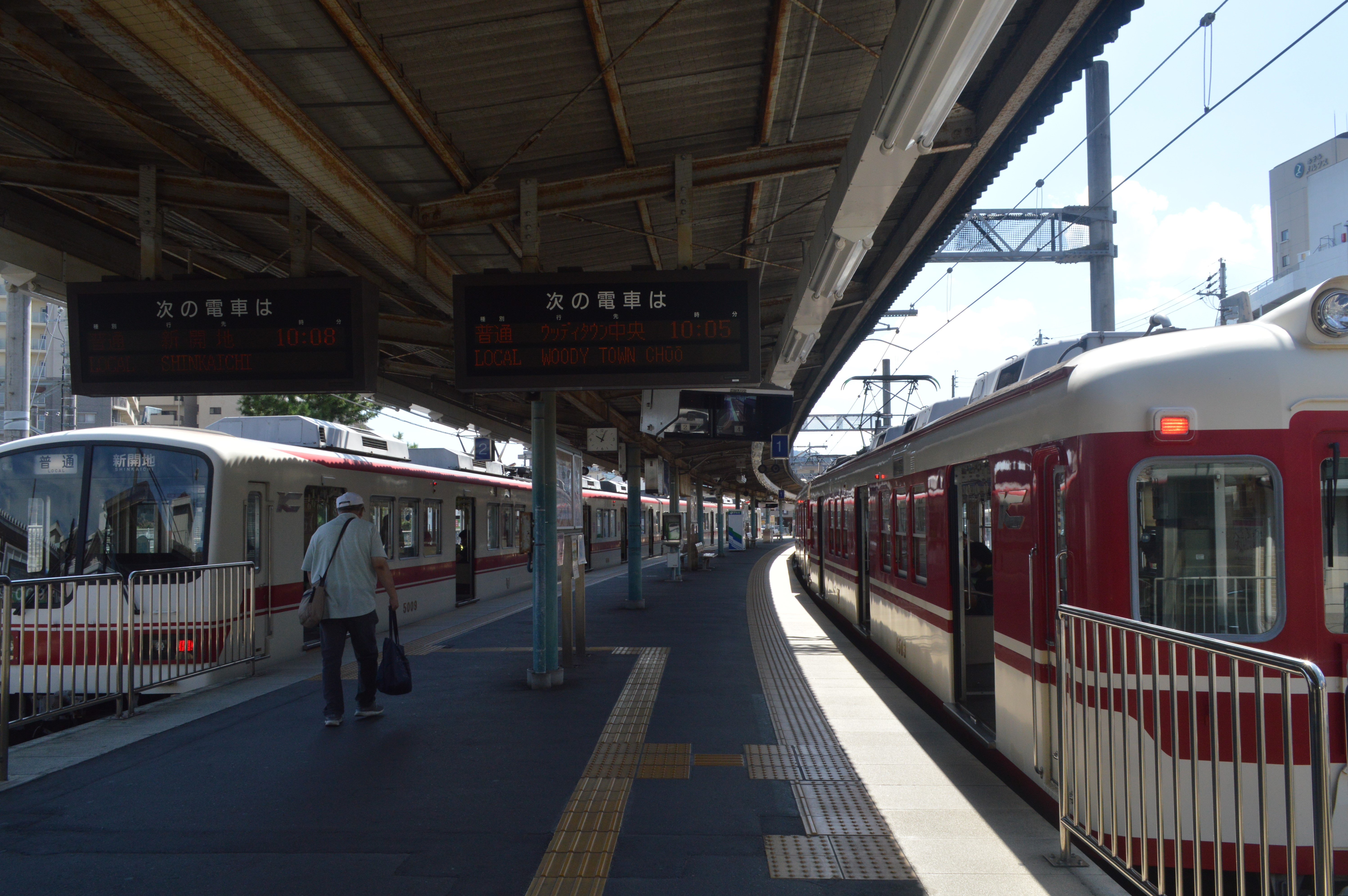
神戶電鐵月台（2023年9月）

### JR西日本

#### 月台配置
| 月台 | 路線     | 目的地                 |
| ---- | -------- | ---------------------- |
| 1    | JR寶塚線 | 篠山口、福知山方向     |
| 3    | JR寶塚線 | 寶塚、大阪、北新地方向 |

### 神戶電鐵

#### 月台配置
| 月台 | 路線   | 方向                                 |
| ---- | ------ | ------------------------------------ |
| 1、2 | 三田線 | 有馬口、木城中央、鈴蘭台、新開地方向 |

## 使用情況
1986年進行JR福知山線輸送改善與三田市新市鎮事業的進行，作為睡城的需要有所提高，使用人數因而急增。現在新市鎮方向起至神戶電鐵（神鐵）與神姬巴士在此站出閘並轉乘JR福知山線的通勤與通學乘客較多。北鄰的新三田站較少居民使用。
根據「兵庫縣統計書」及「三田市統計書」，近年1日平均上車人次如下表。
| 年度   | JR西日本         | 神戶電鐵         |
| 年度   | 1日平均 上車人次 | 1日平均 上車人次 |
| ------ | ---------------- | ---------------- |
| 1995年 | 16,755           |                  |
| 1996年 | 16,231           |                  |
| 1997年 | 16,284           |                  |
| 1998年 | 16,273           |                  |
| 1999年 | 16,302           |                  |
| 2000年 | 16,303           |                  |
| 2001年 | 16,121           |                  |
| 2002年 | 15,828           | 7,595            |
| 2003年 | 16,005           | 7,625            |
| 2004年 | 16,093           | 7,591            |
| 2005年 | 15,826           | 7,545            |
| 2006年 | 16,455           | 7,734            |
| 2007年 | 16,798           | 7,821            |
| 2008年 | 17,145           | 8,041            |
| 2009年 | 17,043           | 7,953            |
| 2010年 | 17,484           | 8,000            |
| 2011年 | 17,967           | 8,141            |
| 2012年 | 18,339           | 8,213            |
| 2013年 | 18,625           | 8,360            |
| 2014年 | 18,372           | 8,271            |
| 2015年 | 18,461           | 8,333            |
| 2016年 | 18,434           | 8,386            |
| 2017年 | 18,370           | 8,378            |
| 2018年 | 17,945           | 8,383            |

## 相鄰車站
西日本旅客鐵道
 JR寶塚線（福知山線）
- 特急「東方白鸛」停靠站

■丹波路快速、■快速（同樣自此站起往新三田方向各站停車）
西宮名鹽（JR-G58）－三田（JR-G61）－新三田（JR-G62）
■普通
道場（JR-G60）－三田（JR-G61）－新三田（JR-G62）
神戶電鐵
 三田線（包括直通公園都市線）

■特快速（只限往新開地運行）、■急行、■準急、■普通
三田本町（KB28）－三田（KB29）

### 曾經存在的路線
鐵道省（國有鐵道）
有馬線
三田－鹽田

## 外部連結
- 三田｜車站資訊：JR出門網 - 西日本旅客鐵道
- 三田 - 神戶電鐵